# Парагвайская анаконда
Парагвайская анаконда, или южная анаконда, или жёлтая анаконда (лат. Eunectes notaeus) — вид пресмыкающихся из рода анаконд.

## Таксономия
Eunectes notaeus Cope, 1862. Proc. Acad. Nat. Sci. Philadelphia 14: 70. — E. wieningeri Steindachner 1903. Ak. Wien, math.-naturw. Cl. (Kl.) 112: 15.

## Описание
Длина взрослых анаконд от 2 до 3,5 метров. Окраска тела жёлтая от сероватого до зеленоватого, покрыта крупным орнаментом из пятен тёмного (чёрного или бурого) цвета седловидной или округлой формы. Пятна крупнее на хребте и становятся мельче на боках. Глаза и ноздри высоко посажены.

## Ареал и местообитание
Парагвай, Южная Боливия, Северная Аргентина, южная Бразилия. Населяет закрытые слабопроточные водоёмы, обычно сильно поросшие водной растительностью.

## Образ жизни
Активна главным образом в тёмное время суток. Охотится в воде на различных млекопитающих, водоплавающих птиц, молодых кайманов, питается также земноводными, рыбой. На берег выползает редко и недалеко от воды. Молодняк и некоторые взрослые особи могут стать жертвой якарских кайманов, ягуаров или пум.

## Размножение
Как и все анаконды живородящие. Спаривание протекает обычно в воде. Беременность длится 9 месяцев. Самка парагвайской анаконды рожает 6—40 детенышей длиной 55—70 см, роды происходят как в воде, так и на суше.

## Анаконда и человек
Как и все анаконды весьма агрессивна, даже в условиях террариума, причём, наиболее агрессивны молодые особи. Ввиду относительно небольших размеров, опасности для человека не представляет. Иногда содержится в террариумах коллекций зоопарков, реже любителей.